# Maritime Interdiction Mission

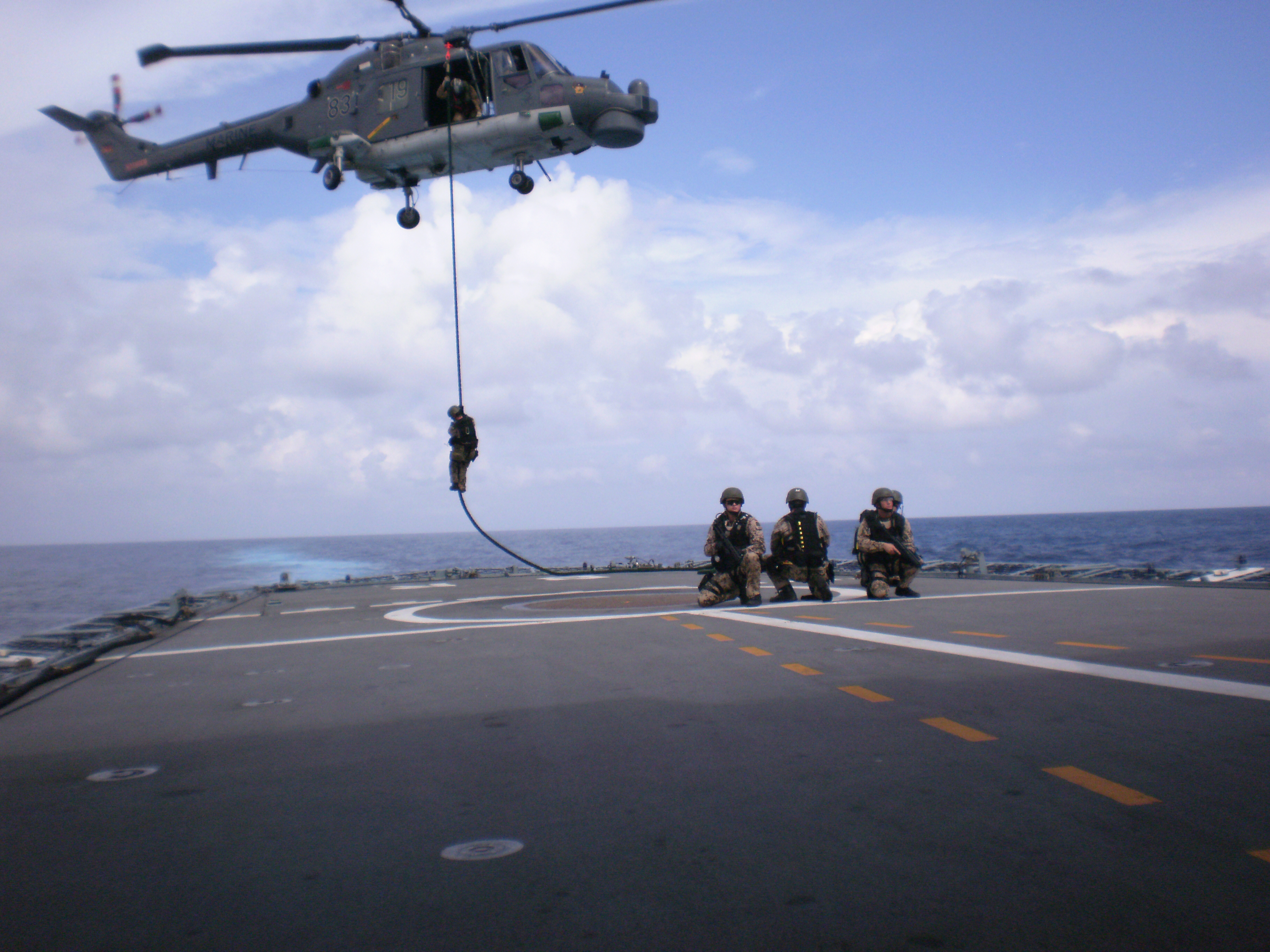
Das Boardingsicherungsteam der Spezialisierten Einsatzkräfte Marine übt das schnelle Anbordgehen auf verdächtigen Kontakten

Maritime Interdiction Operation (MIO, zu dt.: Maritime Abfangoperation), auch "Visit, Boarding, Search and Seizure" (kurz VBSS, zu dt.: Besuch, Entern, Suchen und Beschlagnahmung), ist eine Operationsart des Militärs oder von Strafverfolgungsbehörden zum Durchsetzen von politischen oder strafrechtlichen Willen.
Der Operationstyp hat das Ziel der Störung von gegnerischen, maritimen Versorgungslinien im Kriegsfall oder der Kontrolle von (Fracht-)Schiffen nach Embargogütern oder Personen in Friedenszeiten oder durch zivile Behörden. Auch die Inbesitznahme des Schiffes bzw. maritimen Objekt (wie bspw. eine Bohrinsel) kann das Ziel einer entsprechenden Operation sein. 
Ursprünglich bezeichnet es das Abfangen und vernichten feindlicher Kräfte auf See, bevor sie ihren eigentlichen Einsatzraum erreichen. Aufgrund der gesunken, symmetrischen Bedrohungslage ist dies in der Moderne zu vernachlässigen.

## Operationstypen bei MIO
Sollte ein Kriegsschiff ein verdächtiges Schiff kontrollieren wollen, wird dieses zu aller erst abgefangen. Des Weiteren wird ein sogenanntes "hailing", das Rufen des bzw. die Kontaktaufnahme mit dem verdächtigen Schiff, durchgeführt. Sollte entschieden werden, dass das Schiff weiterhin verdächtig ist, kann es zu weiteren Maßnahmen kommen.
Es wird dabei unterschieden in ein "unopposed", "non-cooperative" und in ein "opposed" Boarding. Diese Stufen der Operation unterscheiden sich maßgeblich von dem Einsatz militärischer Waffengewalt, wobei diese Maßnahmen sich strikt an die geltenden "Rules of Engagement" halten müssen, welche durch die politischen Mandate sowie durch das internationale See- und Kriegsvölkerrecht festgelegt werden. Auch gibt es den "friendly approach", welcher unter konkreter Einladung des Schiffskapitäns durchgeführt wird und eine freiwillige Maßnahme von diesem darstellt und auch unabhängig von einem konkreten Verdacht erfolgen kann.
| Operationsname                                             | Grad militärischer Gewalt                                       | Voraussetzungen/Parameter | befähigte Einheiten   | Beispiel |
| ---------------------------------------------------------- | --------------------------------------------------------------- | --- | --------------------- | --- |
| friendly approach (dt. freundlich Annäherung)              | kein Einsatz militärischer Gewalt                               | aktive Zustimmung des Kapitäns, keine aktive Durchsuchung | sämtliche Kräfte      | Kapitän lädt Kriegsschiff ein das Schiff vorzustellen |
| unopposed boarding                                         | minimaler Einsatz militärischer Gewalt, zur Selbstverteidigung  | aktive Zustimmung des Kapitäns sowie des Flaggenstaats, Durchsuchung | spezialisierte Kräfte | Verdacht auf Schmuggelware, Kapitän gibt Erlaubnis mit Flaggenstaat, Boardingteam durchsucht unter Kooperation der Besatzung                                                          |
| non-cooperative boarding (dt. nicht-kooperatives Boarding) | Einsatz militärischer Gewalt zur Sicherung des eigenen Personal | keine aktive Zustimmung des Kapitäns, passiver Widerstand gegen Durchsuchung und Boarding jedoch Überwindung mit nicht-militärischen Mitteln überwindbar                                                          | spezialisierte Kräfte | Verdacht auf Schmuggelware, Kapitän antwortet nicht auf "hailing", Besatzung verweigert Ansprache                                                                                     |
| opposed boarding (dt. widersetzendes Boarding)             | Einsatz militärischer Gewalt zur Durchführung des Auftrags      | aktives Verweigern der Zustimmung durch Kapitän, aktiver und passiver Widerstand gegen Boarding und Durchsuchung mit dem Ziel dem Boardingteam schaden zuzufügen, konkrete Informationen auf Gefahrenlage an Bord | Spezialeinheiten      | Verdacht auf Schmuggelware und bewaffnete Feindkräfte, Besatzung nutzt physische Gewalt gegen Boardingteam zur Verhinderung der Durchsuchung; Geiselnahme der Besatzung durch Piraten |

## Situation in Deutschland
In Deutschland sind die Bundeswehr (militärisch) bzw. die Polizeien der Länder und des Bundes sowie der Zoll (zivil), für MIO bzw. VBSS zuständig.
Innerhalb der Marine ist das Seebataillon die primär zuständige Einheit, zusammen mit dem Kommando Spezialkräfte der Marine. Innerhalb des Seebataillons werden zwei Kompanien (die Bordeinsatzkompanien 1 und 2) für diese Aufgabe vorgehalten, welche auch das Personal für die Bedienung der Speedboote der Marine bereithalten. Verbracht wird ein Boardingteam, abhängig von der Gefahren- und Wetterlage, per Speedboot oder Helikopter. 
Jedes Bordeinsatzteam (kurz BET) besteht aus einem Alpha- und Bravotrupp, welcher aus je 5 Soldaten besteht. Die 5 Soldaten übernehmen dabei je eine, ihnen zugewiesene Rolle, welche nummeriert ist.
- 1: Breacher/Zugangstechniker
- 2: Risikoanalyst
- 3: Dokumentator
- 4: Teamführer
- 5: Combat First Responder[2]

Bei jedem Einsatz steht ein Bordeinsatzoffizier (kurz BEO) auf dem Schiff, teilweise auch direkt bei auf dem zu boardenden Schiff und damit das BET begleitend, als kommandierender Offizier zur Verfügung.
Die BETs können ja nach Notwendigkeit mit weiteren Kräften wie Feldnachrichtenkräften, Scharfschützen oder Minentauchern augmentiert werden. Bei einer konkreten Gefahrenlage ist das KSM als Spezialeinheit der Marine für die Durchführung der Operation zuständig.
Sollte eine MIO innerhalb von deutschen Hoheitsgewässern notwendig werden, sind dafür die Antiterroreinheit der Bundespolizei, die Grenzschutzgruppe 9 (GSG 9), sowie die Spezialeinsatzkommandos der Landespolizeien zuständig.  

## Formationen zuständig/befähigt für MIO und VBSS (Auswahl)

### Deutschland
- Marine
  - Bordeinsatzkompanie 1 und 2, SeeBtl[2]
  - Kommando Spezialkräfte der Marine (KSM)[3]
- Bundespolizei
  - Grenzschutzgruppe 9 der Bundespolizei (GSG 9)
- Landespolizei
  - Spezialeinsatzkommando (SEK)

### USA
- USN
  - US Navy SEALs
- USMC
  - MARSOC[4]
  - Fleet Antiterrorism Security Teams (FAST)[5]
  - Maritime Special Purpose Force (MSPF)
- USCG
  - Maritime Safety and Security Team (MSST)[6]

### UK
- Royal Navy
  - Special Boat Service (SBS)[7]
- Metropolitan Police
  - CT-SFO der SCO 19

### Israel
- Israelische Marine
  - Shayetet 13[8]

## Beispiele von MIO-Operationen (Auswahl)
- EUNAVFOR Med Irini[9]
- EUNAVFOR Somalia - Operation Atalanta[10]
- Durch die israelische Marine
  - Boarding der MV Francop[11]
  - Operation Sea Breeze - Entern der "Gaza Freedom Flottille"[12]
  - Operation Iron Law - Entern der MV Victoria[13]
  - Operation Full Disclosure - Entern der Klos C
- Einnahme der Galaxy Leader im Roten Meer durch die Huthi-Rebellen[14]